# آکوافی آجه‌آکوا
آکوافِی آجه‌آکوا (انگلیسی: Akwafei Ajeakwa؛ زادهٔ ۱۳ ژوئیهٔ ۱۹۹۲) بازیکن فوتبال اهل ایالات متحده آمریکا است.
از باشگاه‌هایی که در آن بازی کرده‌است می‌توان به باشگاه فوتبال اورنج کانتی اشاره کرد.